# Eleições nos Estados Unidos em 2005
As eleições nos Estados Unidos em 2005 foram realiadas em 8 de novembro de 2005. Estas são conhecidas como as eleições do ano-off em que nenhum distrito do Congresso se realizou a eleição.Houve, no entanto,a eleição de dois governadores,e em algumas prefeituras.